# Jõeranna
Koordinaten: 58° 58′ N, 22° 29′ O
Jõeranna ist ein Dorf (estnisch küla) in der Landgemeinde Hiiumaa (2013 bis 2017: Landgemeinde Hiiu, davor Landgemeinde Kõrgessaare) auf der zweitgrößten estnischen Insel Hiiumaa (deutsch Dagö).

## Beschreibung
Jõeranna hat 24 Einwohner (Stand 31. Dezember 2011).
Zu dem Gebiet des Dorfes gehören der fünf Kilometer lange Bach Jõeranna (Jõeranna oja) und der seichte, aber fischreiche See Veskilais mit seinen Rotaugen, Hechten und Nerflingen.